# 苏禄海
苏禄海（Sulu Sea），位于西南太平洋的一个海域，周围被菲律宾的苏禄群岛、巴拉望岛、民答那峨以及马来西亚的沙巴地区围绕，連接南海和苏拉威西海。该片海域是海龟的繁殖场所，盛产海龟。海域面积约348000平方公里，平均深度约1,570 米，最大深度5,576米，含盐度31-34‰。
除了马来西亚沿岸以外，苏禄海绝大部分是菲律宾内海。

## 洋流

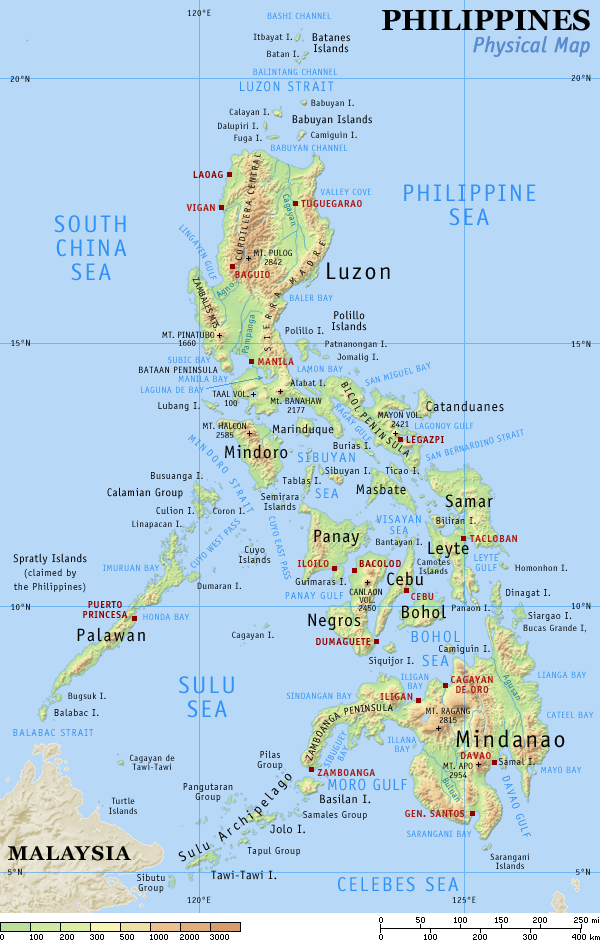
蘇祿海
苏禄海

蘇祿海的內海地形為一個東北往西南走向的海底盆地，內海對外北部以民多羅海峽（Mindoro Strait）、西部以巴拉巴克海峽（Balabac Strait）與南海流通，南部以錫布圖（Sibutu）通道與西里伯斯海流通。南海貫穿流（South China Sea Throughflow, SCSTF）即是藉由北方民多羅海峽與巴拉巴克海峽與南方錫布圖通道，透過蘇祿內海的蘇祿海貫穿流（Sulu Sea Throughflow），流通西北方的南海與南方的西太平洋西里伯斯海，因此蘇祿內海影響了南海、西里伯斯海與西太平洋環流水量，為西太平洋上重要的邊緣海。
蘇祿內海的洋流有明顯季節變化，春季時蘇祿海貫穿流往北流，夏秋冬季時蘇祿海貫穿流往南流，貫穿流也受到科氏力與風力影響有偏向。

## 內海潮汐
根據新加坡大學遙測及影像處理中心（Centre for Remote Imaging, Sensing and Processing，CRISP）在1996年到2001年間的合成孔徑雷達影像顯示，蘇祿海潮汐來源為蘇祿內海東南方的三個地點，在不同潮汐源延伸後合併，並向西北方傳播，內海西邊有明顯潮汐折射與反射現象，東北方海域則無明顯潮汐，

## 資源
名列聯合國教科文組織世界自然遺產的圖巴塔哈群珊瑚礁國家海洋公園也位於蘇祿海。

## 治安
2017年6月19日，因蘇祿海附近海盜與阿布沙耶夫集團危害治安，菲律賓與印尼、馬來西亞三國的國防部長在印尼北部港灣城市打拉根會談，決定以打拉根市為海軍聯合指揮中心，展開以蘇祿海為中心的三國聯合海上巡邏，以解決恐怖份子及海盜的治安問題。

## 文化
据传在星际旅行中，苏鲁光这一角色的名字就是来自于苏禄海，以代表亞洲人。